# Puffinus lherminieri
Puffinus lherminieri là một loài chim trong họ Procellariidae.